# Filmjahr 1987
Liste der Filmjahre

◄◄ | ◄ | 1983 | 1984 | 1985 | 1986 | Filmjahr 1987 | 1988 | 1989 | 1990 | 1991 | ► | ►►

Weitere Ereignisse

## Ereignisse
- 15. Februar: Die in der ARD gezeigte deutsche Comedy-Serie Rudis Tagesshow löst einen internationalen Eklat aus, als in einer Szene das iranische Staatsoberhaupt Ajatollah Ruhollah Chomeini mit Damenunterwäsche in Verbindung gebracht wird. Moderator Rudi Carrell erhält Morddrohungen.
- 13. August: In Deutschland startet der James-Bond-Film Der Hauch des Todes in den Kinos. Der Film, in dem Timothy Dalton erstmals in der Hauptrolle zu sehen ist, markiert gleichzeitig das 25. Jubiläum der Reihe.
- 03. Dezember: Der Film Cobra Verde von Werner Herzog mit Klaus Kinski hat in Deutschland Premiere.
- Steven Spielbergs Drama Das Reich der Sonne ist die erste Hollywood-Produktion, die eine Drehgenehmigung für China erhält.
- Die Sieger der BRAVO Otto Leserwahl 1987
  - Kategorie – männliche Filmstars: Gold Tom Cruise, Silber Sylvester Stallone, Bronze Eddie Murphy
  - Kategorie – weibliche Filmstars: Gold Kelly McGillis, Silber Jennifer Grey, Bronze Brigitte Nielsen

## Top 10 der erfolgreichsten Filme

### In Deutschland
Die zehn erfolgreichsten Filme an den deutschen Kinokassen nach Besucherzahlen (Stand: 17. November 2018):
| Platz           | Filmtitel                                  | Besucher  |
| --------------- | ------------------------------------------ | --------- |
| 1.              | Dirty Dancing                              | 8.700.248 |
| 2.              | Otto – Der neue Film                       | 6.458.957 |
| 3.              | Crocodile Dundee – Ein Krokodil zum Küssen | 5.758.937 |
| 4.              | Beverly Hills Cop II                       | 3.441.234 |
| 5.              | Der letzte Kaiser                          | 3.124.114 |
| 6.              | James Bond 007 – Der Hauch des Todes       | 3.106.367 |
| 7.              | Asterix bei den Briten                     | 2.937.686 |
| 8.              | Die Reise ins Ich                          | 2.614.597 |
| 9.              | Platoon                                    | 2.481.083 |
| 10.             | Police Academy 4 – Und jetzt geht’s rund   | 2.235.128 |
| Kinostarts 1987 |                                            |           |

### In den Vereinigten Staaten
Die zehn erfolgreichsten Filme an den US-amerikanischen Kassen nach Einspielergebnis.
| Platz | Filmtitel                | Einspielergebnis in US-Dollar |
| ----- | ------------------------ | ----------------------------- |
| 1.    | Three Men and a Baby     | 167.780.960                   |
| 2.    | Fatal Attraction         | 156.645.693                   |
| 3.    | Beverly Hills Cop II     | 153.665.036                   |
| 4.    | Good Morning, Vietnam    | 123.922.370                   |
| 5.    | Moonstruck               | 80.640.528                    |
| 6.    | The Untouchables         | 76.270.454                    |
| 7.    | The Secret of My Success | 66.995.000                    |
| 8.    | Stakeout                 | 65.673.233                    |
| 9.    | Lethal Weapon            | 65.207.127                    |
| 10.   | The Witches of Eastwick  | 63.766.510                    |

## Filmpreise

### Golden Globe Awards 1987
Am 31. Januar fand im Beverly Hilton Hotel in Los Angeles die Golden-Globe-Verleihung statt.
- Bestes Drama: Platoon von Oliver Stone
- Bestes Musical/Komödie: Hannah und ihre Schwestern von Woody Allen
- Bester Schauspieler (Drama): Bob Hoskins in Mona Lisa
- Beste Schauspielerin (Drama): Marlee Matlin in Gottes vergessene Kinder
- Bester Schauspieler (Musical/Komödie): Paul Hogan in Crocodile Dundee – Ein Krokodil zum Küssen
- Beste Schauspielerin (Musical/Komödie): Sissy Spacek in Verbrecherische Herzen
- Bester Nebendarsteller: Tom Berenger in Platoon
- Beste Nebendarstellerin: Maggie Smith in Zimmer mit Aussicht
- Bester Regisseur: Oliver Stone für Platoon
- Beste Musik: Ennio Morricone für Mission
- Cecil B. DeMille Award: Anthony Quinn

### Oscarverleihung 1987
Die Oscarverleihung fand am 30. März im Dorothy Chandler Pavilion in Los Angeles statt. Moderatoren waren Chevy Chase, Goldie Hawn und Paul Hogan.
- Bester Film: Platoon von Oliver Stone
- Bester Hauptdarsteller: Paul Newman in Die Farbe des Geldes
- Beste Hauptdarstellerin: Marlee Matlin in Gottes vergessene Kinder
- Bester Regisseur: Oliver Stone für Platoon
- Bester Nebendarsteller: Michael Caine in Hannah und ihre Schwestern
- Beste Nebendarstellerin: Dianne Wiest in Hannah und ihre Schwestern
- Bestes Originaldrehbuch: Woody Allen für Hannah und ihre Schwestern
- Beste Kamera: Chris Menges für Mission
- Beste Musik: Herbie Hancock für Round Midnight
- Bester fremdsprachiger Film: Der Anschlag von Fons Rademakers
- Ehrenoscar: Ralph Bellamy
- Irving G. Thalberg Memorial Award: Steven Spielberg

### Internationale Filmfestspiele von Cannes 1987
Das Festival begann am 7. Mai und endete am 19. Mai. Die Jury unter Präsident Yves Montand vergab folgende Preise:
- Goldene Palme: Die Sonne Satans von Maurice Pialat
- Bester Schauspieler: Marcello Mastroianni in Schwarze Augen
- Beste Schauspielerin: Barbara Hershey in Shy People – Bedrohliches Schweigen
- Bester Regisseur: Wim Wenders für Der Himmel über Berlin

### Internationale Filmfestspiele Berlin 1987
Das Festival begann am 20. Februar und endete am 3. März. Die Jury unter Präsident Klaus Maria Brandauer vergab folgende Preise:
- Goldener Bär: Das Thema (Tema) von Gleb Anatoljewitsch Panfilow
- Bester Schauspieler: Gian Maria Volonté in Die Affäre Aldo Moro (Il caso Moro)
- Beste Schauspielerin: Ana Beatriz Nogueira in Vera
- Bester Regisseur: Oliver Stone für Platoon

### Filmfestspiele von Venedig
Das Festival begann am 29. August und endete am 9. September. Die Jury unter Präsidentin Irene Papas vergab folgende Preise:
- Goldener Löwe: Auf Wiedersehen, Kinder von Louis Malle
- Bester Schauspieler: Hugh Grant und James Wilby in Maurice
- Beste Schauspielerin: Soo-yeon Kang in Die Leihmutter

### Deutscher Filmpreis
- Bester Film: Francesca von Vérénice Rudolph
- Beste Regie: Peter Lilienthal für Das Schweigen des Dichters
- Beste Hauptdarstellerin: Özay Fecht für 40 qm Deutschland, Rebecca Pauly für Peng! Du bist tot! und Katharina Thalbach für Paradies
- Bester Hauptdarsteller: Sean Connery für Der Name der Rose

### César 1987
- Bester Film: Thérèse von Alain Cavalier
- Beste Regie: Alain Cavalier für Thérèse
- Bester Hauptdarsteller: Daniel Auteuil für Jean Florette (Jean de Florette)
- Beste Hauptdarstellerin: Sabine Azéma für Mélo
- Bester Nebendarsteller: Pierre Arditi für Mélo
- Beste Nebendarstellerin: Emmanuelle Béart für Manons Rache (Manon des sources)
- Bester ausländischer Film: Der Name der Rose von Jean-Jacques Annaud

### British Academy Film Award
- Bester Film: Zimmer mit Aussicht von James Ivory
- Beste Regie: Woody Allen für Hannah und ihre Schwestern
- Bester Hauptdarsteller: Bob Hoskins für Mona Lisa
- Beste Hauptdarstellerin: Maggie Smith für Zimmer mit Aussicht
- Bester Nebendarsteller: Ray McAnally für Mission
- Beste Nebendarstellerin: Judi Dench für Zimmer mit Aussicht
- Bester fremdsprachiger Film: Ran von Akira Kurosawa

### New York Film Critics Circle Award
- Bester Film: Nachrichtenfieber – Broadcast News von James L. Brooks
- Beste Regie: James L. Brooks für Nachrichtenfieber – Broadcast News
- Bester Hauptdarsteller: Jack Nicholson in Nachrichtenfieber – Broadcast News, Die Hexen von Eastwick und Wolfsmilch
- Beste Hauptdarstellerin: Holly Hunter in Nachrichtenfieber – Broadcast News
- Bester Nebendarsteller: Morgan Freeman in Glitzernder Asphalt
- Beste Nebendarstellerin: Vanessa Redgrave in Das stürmische Leben des Joe Orton
- Beste Kamera: Vittorio Storaro für Der letzte Kaiser
- Bester ausländischer Film: Mein Leben als Hund von Lasse Hallström

### National Board of Review
- Bester Film: Das Reich der Sonne von Steven Spielberg
- Beste Regie: Steven Spielberg für Das Reich der Sonne
- Bester Hauptdarsteller: Michael Douglas in Wall Street
- Beste Hauptdarstellerin: Lillian Gish in Wale im August und Holly Hunter in Nachrichtenfieber – Broadcast News
- Bester Nebendarsteller: Sean Connery in The Untouchables – Die Unbestechlichen
- Beste Nebendarstellerin: Olympia Dukakis in Mondsüchtig
- Bester fremdsprachiger Film: Jean de Florette und Manons Rache von Claude Berri

### Los Angeles Film Critics AssociationAwards
- Bester Film: Hope and Glory von John Boorman
- Beste Regie: John Boorman für Hope and Glory
- Bester Hauptdarsteller: Steve Martin in Roxanne und Jack Nicholson in Wolfsmilch und Die Hexen von Eastwick
- Beste Hauptdarstellerin: Holly Hunter in Nachrichtenfieber – Broadcast News und Sally Kirkland in Anna… Exil New York
- Bester Nebendarsteller: Morgan Freeman in Glitzernder Asphalt
- Beste Nebendarstellerin: Olympia Dukakis in Mondsüchtig
- Bester fremdsprachiger Film: Auf Wiedersehen, Kinder von Louis Malle

### Weitere Filmpreise und Auszeichnungen
- AFI Life Achievement Award: Barbara Stanwyck
- Amanda: X von Oddvar Einarson (Bester norwegischer Film), Down by Law von Jim Jarmusch (Bester internationaler Film)
- American Comedy Awards: Woody Allen in Hannah und ihre Schwestern (Lustigster Schauspieler), Bette Midler in Die unglaubliche Entführung der verrückten Mrs. Stone (Lustigste Schauspielerin)
- American Society of Cinematographers Award: Allen Daviau für Das Reich der Sonne
- Australian Film Institute Award: Das Jahr meiner ersten Liebe von John Duigan
- David di Donatello: Die Familie (Bester italienischer Film) und Zimmer mit Aussicht (Bester ausländischer Film)
- Deutscher Kritikerpreis: Jan Schütte
- Directors Guild of America Award: Oliver Stone für Platoon, Elia Kazan (Lebenswerk)
- Ernst-Lubitsch-Preis: Peter Timm für Meier
- Evening Standard British Film Award: Zimmer mit Aussicht von James Ivory
- Genie Award: Der Untergang des amerikanischen Imperiums von Denys Arcand
- Gilde-Filmpreis: Zimmer mit Aussicht von James Ivory (Gold ausländischer Film), Gottes vergessene Kinder von Randa Haines (Silber ausländischer Film), Meier von Peter Timm (Gold deutscher Film), Der Flieger von Erwin Keusch (Silber deutscher Film)
- Guldbagge: Opfer von Andrei Tarkowski
- Hong Kong Film Awards: City Wolf von John Woo
- Independent Spirit Awards 1987: Platoon von Oliver Stone und Zimmer mit Aussicht von James Ivory (Bester ausländischer Film)
- Jupiter: Der Name der Rose von Jean-Jacques Annaud (Bester Film), Farrah Fawcett (Beste Darstellerin), Sean Connery (Bester Darsteller)
- Louis-Delluc-Preis: Auf Wiedersehen, Kinder von Louis Malle und Schütze deine Rechte von Jean-Luc Godard
- Nastro d’Argento: Die Familie von Ettore Scola und Um Mitternacht von Bertrand Tavernier
- National Society of Film Critics Award: Blue Velvet von David Lynch
- People’s Choice Award: Top Gun von Tony Scott (populärster Film), Clint Eastwood (populärster Schauspieler), Meryl Streep (populärste Schauspielerin)
- Political Film Society Award für Frieden: Platoon von Oliver Stone
- Political Film Society Award für Menschenrechte: Matewan von John Sayles
- Preis der deutschen Filmkritik: Drachenfutter von Jan Schütte
- Robert: Flambierte Herzen von Helle Ryslinge (Bester dänischer Film), Mein Leben als Hund von Lasse Hallström (Bester ausländischer Film)
- Sundance Film Festival: The Trouble with Dick von Gary Walkow und Warten auf den Mond von Jill Godmilow
- Toronto International Film Festival: Die Braut des Prinzen von Rob Reiner
- Internationales Filmfestival Warschau: Birdy von Alan Parker (Publikumspreis)
- Writers Guild of America Award: Hannah und ihre Schwestern von Woody Allen (Bestes Originaldrehbuch), Zimmer mit Aussicht von Ruth Prawer Jhabvala (Bestes adaptiertes Drehbuch), Woody Allen (Lebenswerk)
- Young Artist Award: Karate Kid II – Entscheidung in Okinawa von John G. Avildsen (Bestes Drama), Das fliegende Moped von Hoite C. Caston (Beste Komödie), Peter Billingsley in Das fliegende Moped (Bester Darsteller), Laura Jacoby in Rad (Beste Darstellerin)

## Geburtstage

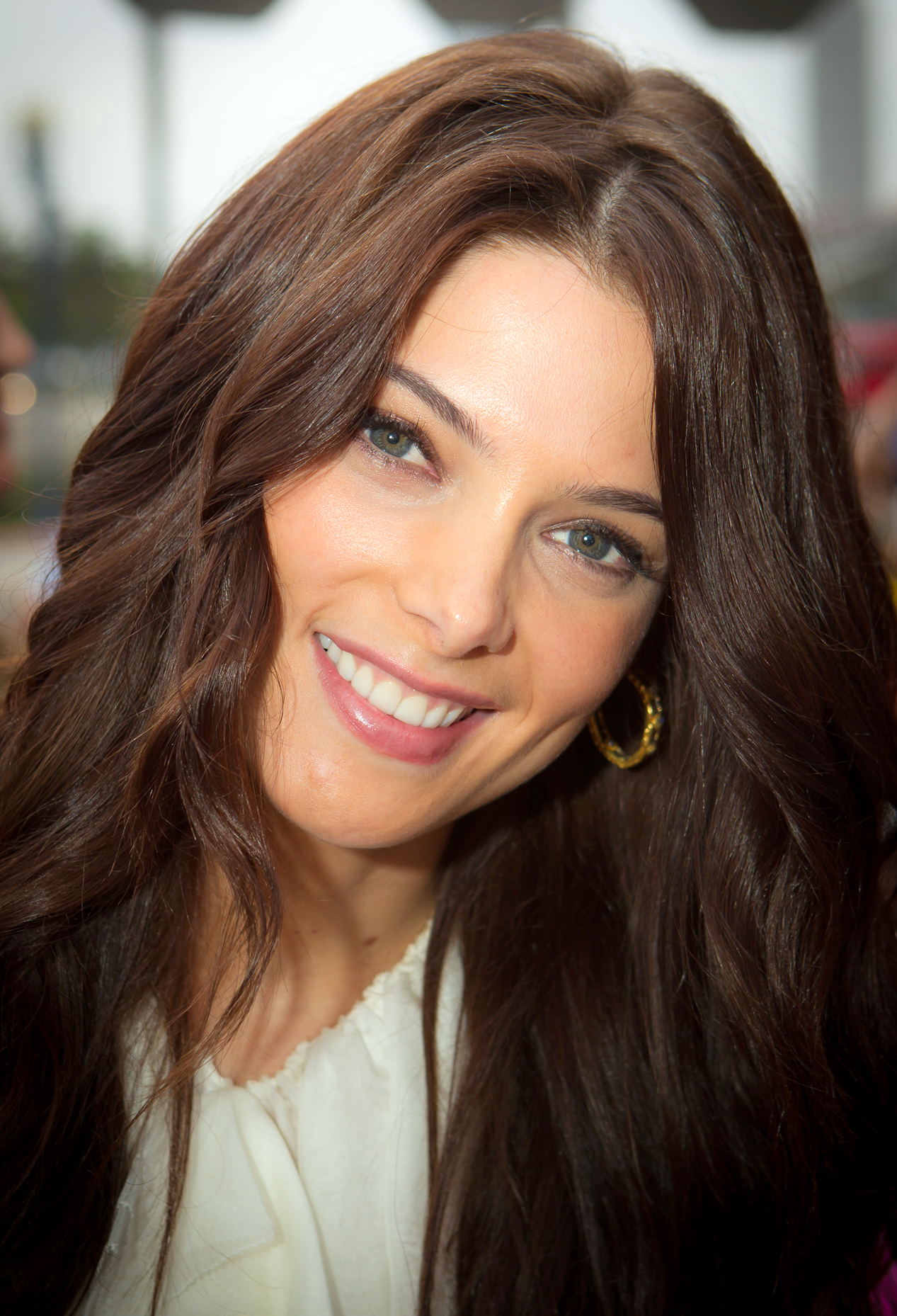
Ashley Greene (* 21. Februar)

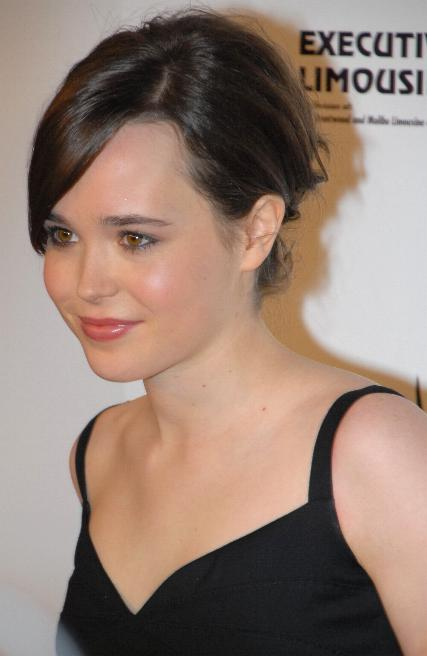
Elliot Page (* 21. Februar)

### Januar bis März
Januar
- 02. Januar: Shelley Hennig, US-amerikanische Schauspielerin
- 07. Januar: Lyndsy Fonseca, US-amerikanische Schauspielerin
- 08. Januar: Cynthia Erivo, britische Schauspielerin und Sängerin
- 12. Januar: Will Rothhaar, US-amerikanischer Schauspieler
- 20. Januar: Christine Eixenberger, deutsche Karabettistin und Schauspielerin
- 20. Januar: Evan Peters, US-amerikanischer Schauspieler
- 23. Januar: Carol Schuler, Schweizer Schauspielerin und Sängerin
- 24. Januar: Ruth Bradley, irische Schauspielerin
- 25. Januar: Hafsia Herzi, französische Schauspielerin
- 31. Januar: Raúl Richter, deutscher Schauspieler, Moderator und Synchronsprecher

Februar
- 02. Februar: Martin Spanjers, US-amerikanischer Schauspieler
- 09. Februar: Rose Leslie, britische Schauspielerin
- 20. Februar: Miles Teller, US-amerikanischer Schauspieler
- 21. Februar: Ashley Greene, US-amerikanische Schauspielerin und ein Fotomodell
- 21. Februar: Elliot Page, kanadischer Schauspieler
- 25. Februar: Natalie Dreyfuss, US-amerikanische Schauspielerin
- 28. Februar: Nora Heschl, österreichische Schauspielerin
- 28. Februar: Michelle Horn, US-amerikanische Schauspielerin

März
- 08. März: Devon Graye, US-amerikanischer Schauspieler
- 06. März: Hannah Taylor-Gordon, britische Schauspielerin
- 21. März: Odine Johne, deutsche Schauspielerin
- 24. März: María Valverde, spanische Schauspielerin
- 30. März: Darren Kent, britischer Schauspieler († 2023)

### April bis Juni
April

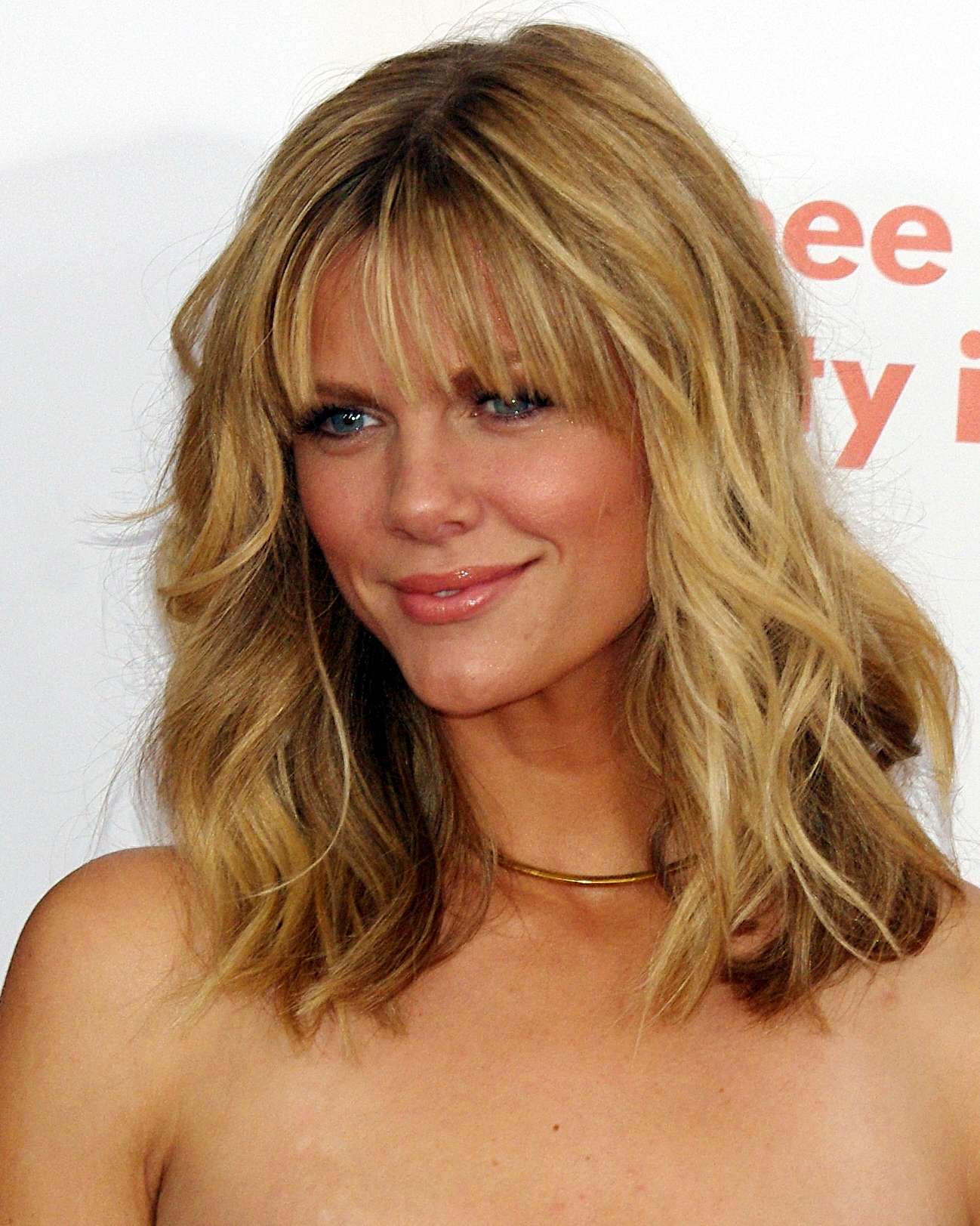
Brooklyn Decker (* 12. April)

- 01. April: Mackenzie Davis, kanadische Schauspielerin
- 01. April: Jenna Presley, US-amerikanische Pornodarstellerin
- 09. April: Jesse McCartney, US-amerikanischer Schauspieler und Sänger
- 10. April: Jamie Renée Smith, US-amerikanische Schauspielerin
- 10. April: Brooklyn Decker, US-amerikanisches Model und Schauspielerin
- 18. April: Rosie Huntington-Whiteley, britisches Model und Schauspielerin
- 19. April: Oxana Akinschina, russische Schauspielerin
- 19. April: Markus Kaatsch, deutscher Produzent und Regisseur

Mai
- 05. Mai: Jessie Cave, britische Schauspielerin
- 13. Mai: Hunter Parrish, US-amerikanischer Schauspieler
- 16. Mai: Jana Schölermann, deutsche Schauspielerin und Synchronsprecherin
- 21. Mai: Ashlie Brillault, US-amerikanische Schauspielerin
- 21. Mai: Pina Kühr, deutsche Schauspielerin
- 24. Mai: Déborah François, belgische Schauspielerin
- 25. Mai: Toni Deutsch, deutscher Schauspieler

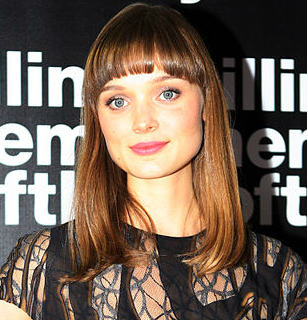
Bella Heathcote (* 27. Mai)

- 27. Mai: Bella Heathcote, australische Schauspielerin

Juni
- 03. Juni: Lalaine Vergara-Paras, US-amerikanische Schauspielerin und Sängerin
- 16: Juni: Abby Elliott, US-amerikanische Schauspielerin
- 30. Juni: Herbert Nordrum, norwegischer Schauspieler

### Juli bis September
Juli

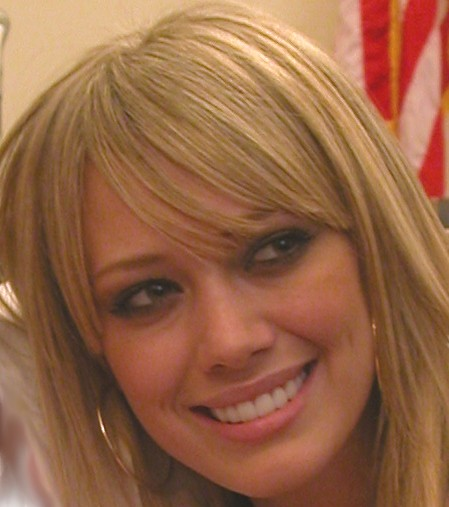
Hilary Duff (* 28. September)

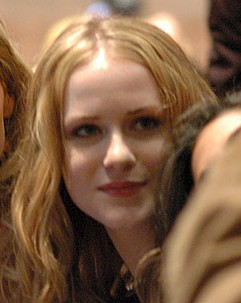
Evan Rachel Wood (* 7. September)

- 06. Juli: Matt O’Leary, US-amerikanischer Schauspieler
- 16. Juli: AnnaLynne McCord, US-amerikanische Schauspielerin
- 18. Juli: Daniel Sträßer, deutscher Schauspieler
- 22. Juli: Vladimir Burlakov, deutscher Schauspieler russischer Herkunft
- 24. Juli: Mara Wilson, US-amerikanische Schauspielerin
- 25. Juli: Michael Welch, US-amerikanischer Schauspieler
- 27. Juli: Luise Wolfram, deutsche Schauspielerin

August
- 05. August: Genelia D’Souza, indische Bollywood-Schauspielerin
- 08. August: Pierre Boulanger, französischer Schauspieler
- 11. August: Wolfgang Rauh, österreichischer Schauspieler
- 14. August: Rosalie Thomass, deutsche Schauspielerin
- 21. August: Cody Kasch, US-amerikanischer Schauspieler
- 18. August: Mika Boorem, US-amerikanische Schauspielerin
- 25. August: Blake Lively, US-amerikanische Schauspielerin
- 30. August: Cameron Finley, US-amerikanischer Schauspieler

September
- 02. September: Gabrielle Pietermann, deutsche Synchronsprecherin
- 07. September: Evan Rachel Wood, US-amerikanische Schauspielerin
- 11. September: Tyler Hoechlin, US-amerikanischer Schauspieler
- 19. September: Danielle Panabaker, US-amerikanische Schauspielerin
- 22. September: Tom Felton, britischer Schauspieler
- 24. September: Spencer Treat Clark, US-amerikanischer Schauspieler
- 28. September: Hilary Duff, US-amerikanische Schauspielerin und Sängerin
- 29. September: Anaïs Demoustier, französische Schauspielerin

### Oktober bis Dezember
Oktober
- 05. Oktober: Yvonne Greitzke, deutsche Schauspielerin und Synchronsprecherin
- 18. Oktober: Zac Efron, US-amerikanischer Schauspieler

November
- 10. November: Andrew Koji, britischer Schauspieler und Kampfsportler
- 11. November: Verena Altenberger, österreichische Schauspielerin
- 24. November: Renate Reinsve, norwegische Schauspielerin
- 27. November: Lashana Lynch, britische Schauspielerin

Dezember
- 01. Dezember: Cornelia Gröschel, deutsche Schauspielerin
- 03. Dezember: Michael Angarano, US-amerikanischer Schauspieler
- 16. Dezember: Hallee Hirsh, US-amerikanische Schauspielerin
- 28. Dezember: Thomas Dekker, US-amerikanischer Schauspieler
- 28. Dezember: Luise Risch, deutsche Schauspielerin

## Verstorbene

### Januar bis März
Januar

Douglas Sirk (1897–1987)

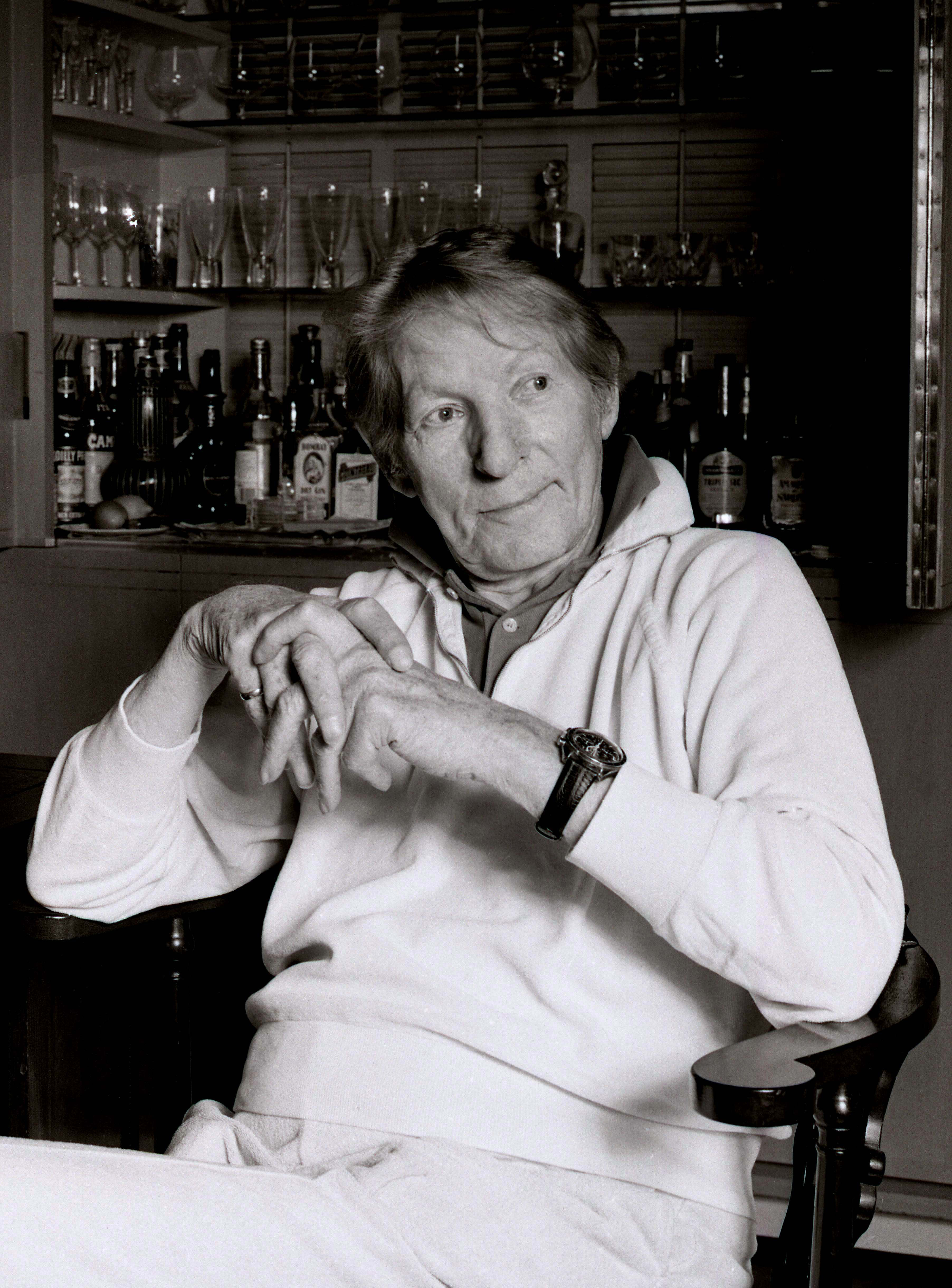
Danny Kaye (1911–1987)

- 02. Januar: Arthur Gould-Porter, britisch-US-amerikanischer Schauspieler (* 1905)
- 14. Januar: Douglas Sirk, deutscher Regisseur (* 1897)
- 15. Januar: Ray Bolger, US-amerikanischer Schauspieler (* 1904)
- 15. Januar: Rudolf Carl, österreichischer Schauspieler (* 1899)
- 16. Januar: Joyce Jameson, US-amerikanischer Schauspieler (* 1932)
- 17. Januar: Aram Avakian, US-amerikanischer Filmregisseur, Drehbuchautor und Filmeditor (* 1926)
- 19. Januar: Harry Keller, US-amerikanischer Filmeditor und Regisseur (* 1913)
- 31. Januar: Yves Allégret, französischer Regisseur (* 1907)

Februar
- 01. Februar: Gustav Knuth, deutscher Schauspieler (* 1901)
- 10. Februar: William Rose, US-amerikanischer Drehbuchautor (* 1914)
- 10. Februar: Hans Rosenthal, deutscher Entertainer, Moderator und Regisseur (* 1925)
- 19. Februar: Kirsten Walther, dänische Schauspielerin (* 1933)
- 25. Februar: James Coco, US-amerikanischer Schauspieler (* 1930)
- 28. Februar: Anny Ondra, polnisch-tschechische Schauspielerin (* 1902)

März
- 02. März: Randolph Scott, US-amerikanischer Schauspieler (* 1898)
- 03. März: Danny Kaye, US-amerikanischer Schauspieler (* 1911)
- 07. März: Henri Decaë, französischer Kameramann (* 1915)
- 21. März: Robert Preston, US-amerikanischer Schauspieler (* 1918)
- 22. März: Joan Shawlee, US-amerikanische Schauspielerin (* 1926)
- 23. März: Maurice Labro, französischer Filmregisseur und Drehbuchautor (* 1910)
- 26. März: Walter Abel, US-amerikanischer Schauspieler (* 1898)

### April bis Juni

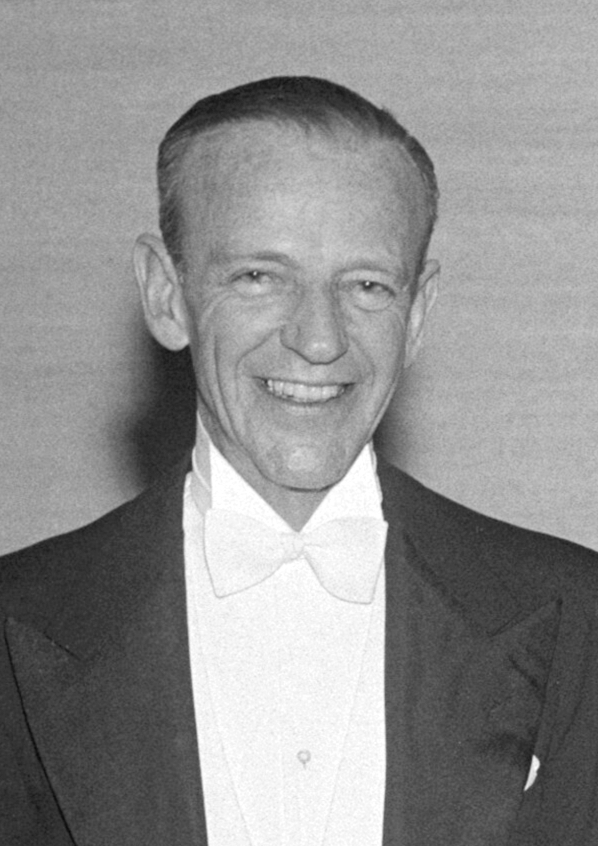
Fred Astaire (1899–1987)

- 03. April: Robert Dalban, französischer Schauspieler (* 1903)
- 10. April: Berta Drews, deutsche Schauspielerin (* 1901)
- 11. April: Kent Taylor, US-amerikanischer Schauspieler (* 1906)
- 12. April: Hertha von Walther, deutsche Schauspielerin (* 1903)
- 17. April: Dick Shawn, US-amerikanischer Schauspieler (* 1923)
- 27. April: Attila Hörbiger, österreichischer Schauspieler (* 1896)

Mai
- 03. Mai: Dalida, französische Sängerin und Schauspielerin (* 1933)
- 04. Mai: Lilli Schoenborn, deutsche Schauspielerin (* 1898)
- 07. Mai: Colin Blakely, britischer Schauspieler (* 1930)
- 14. Mai: Rita Hayworth, US-amerikanische Schauspielerin (* 1918)
- 24. Mai: Hermione Gingold, britische Schauspielerin (* 1897)
- 30. Mai: Hilde Weissner, deutsche Schauspielerin (* 1909)

Juni
- 01. Juni: Khwaja Ahmad Abbas, indischer Regisseur (* 1914)
- 03. Juni: Will Sampson, US-amerikanischer Schauspieler (* 1933)
- 08. Juni: Daniel Mandell, US-amerikanischer Filmeditor (* 1895)
- 10. Juni: Elizabeth Hartman, US-amerikanische Schauspielerin (* 1943)
- 11. Juni: Dan Vadis, US-amerikanischer Schauspieler (* 1938)
- 13. Juni: Geraldine Page, US-amerikanische Schauspielerin (* 1924)
- 14. Juni: Stanisław Bareja, polnischer Regisseur (* 1929)
- 22. Juni: Fred Astaire, US-amerikanischer Schauspieler (* 1899)
- 24. Juni: Jackie Gleason, US-amerikanischer Schauspieler (* 1916)

### Juli bis September

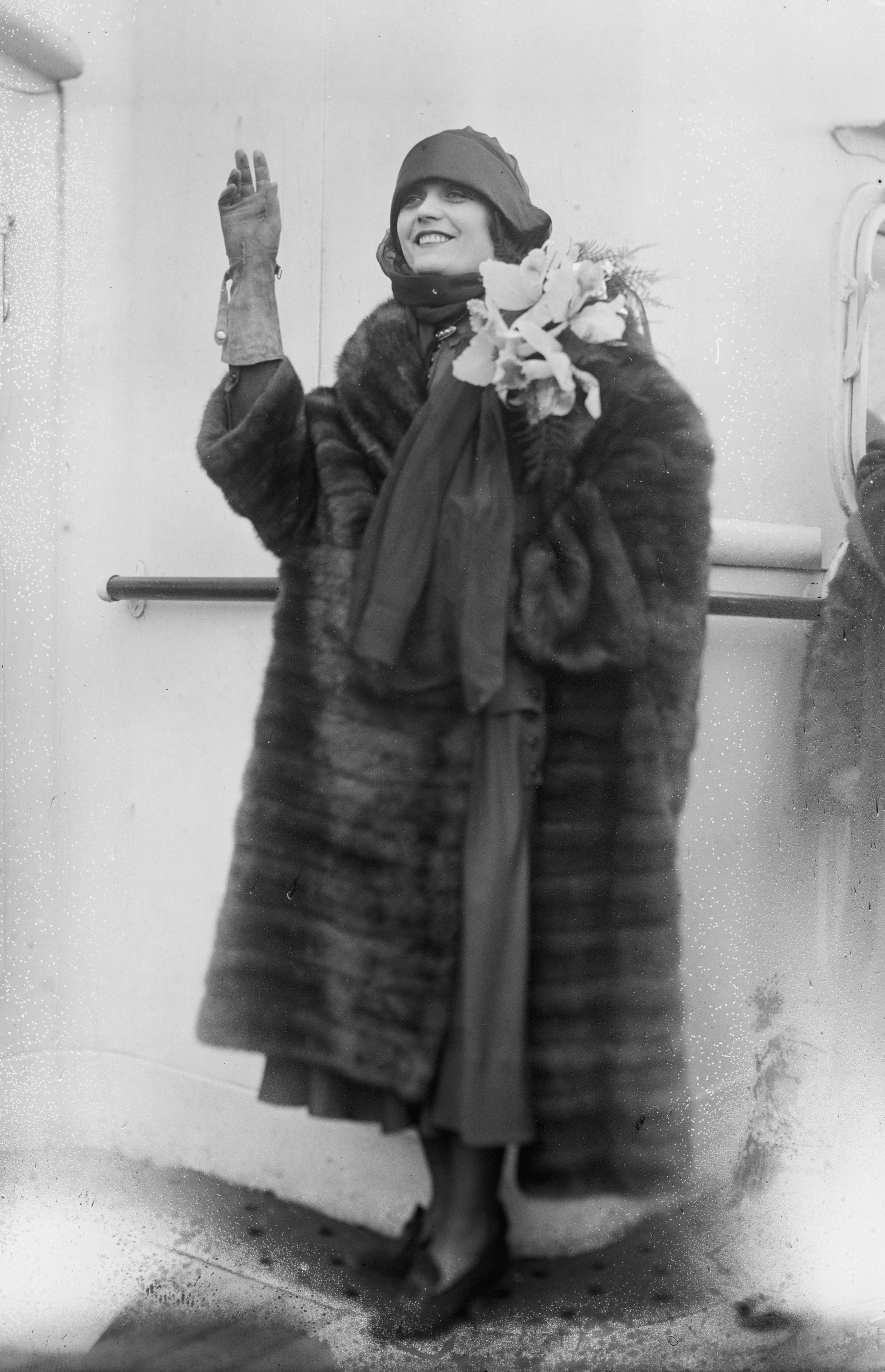
Pola Negri (1897–1987)

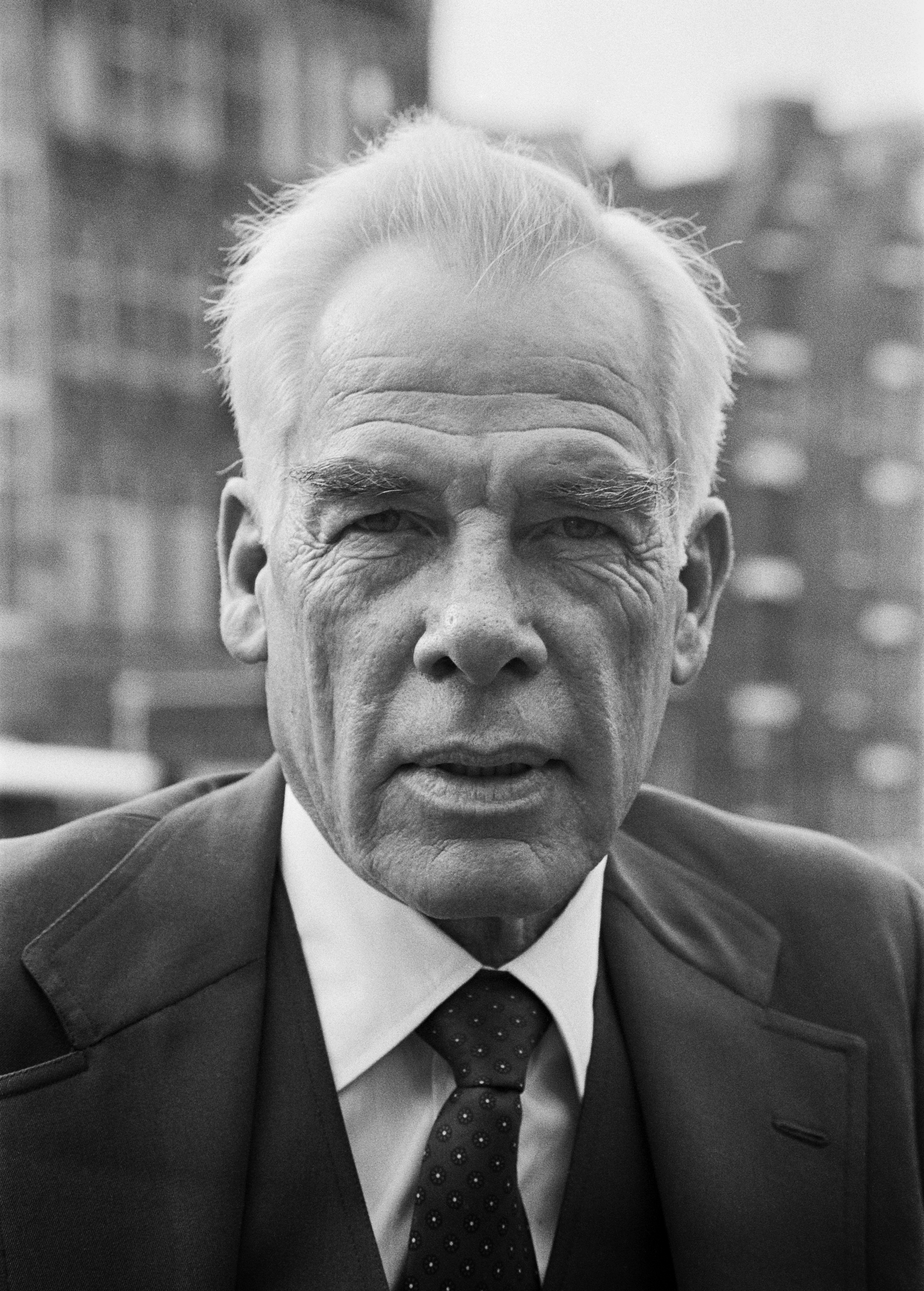
Lee Marvin (1924–1987)

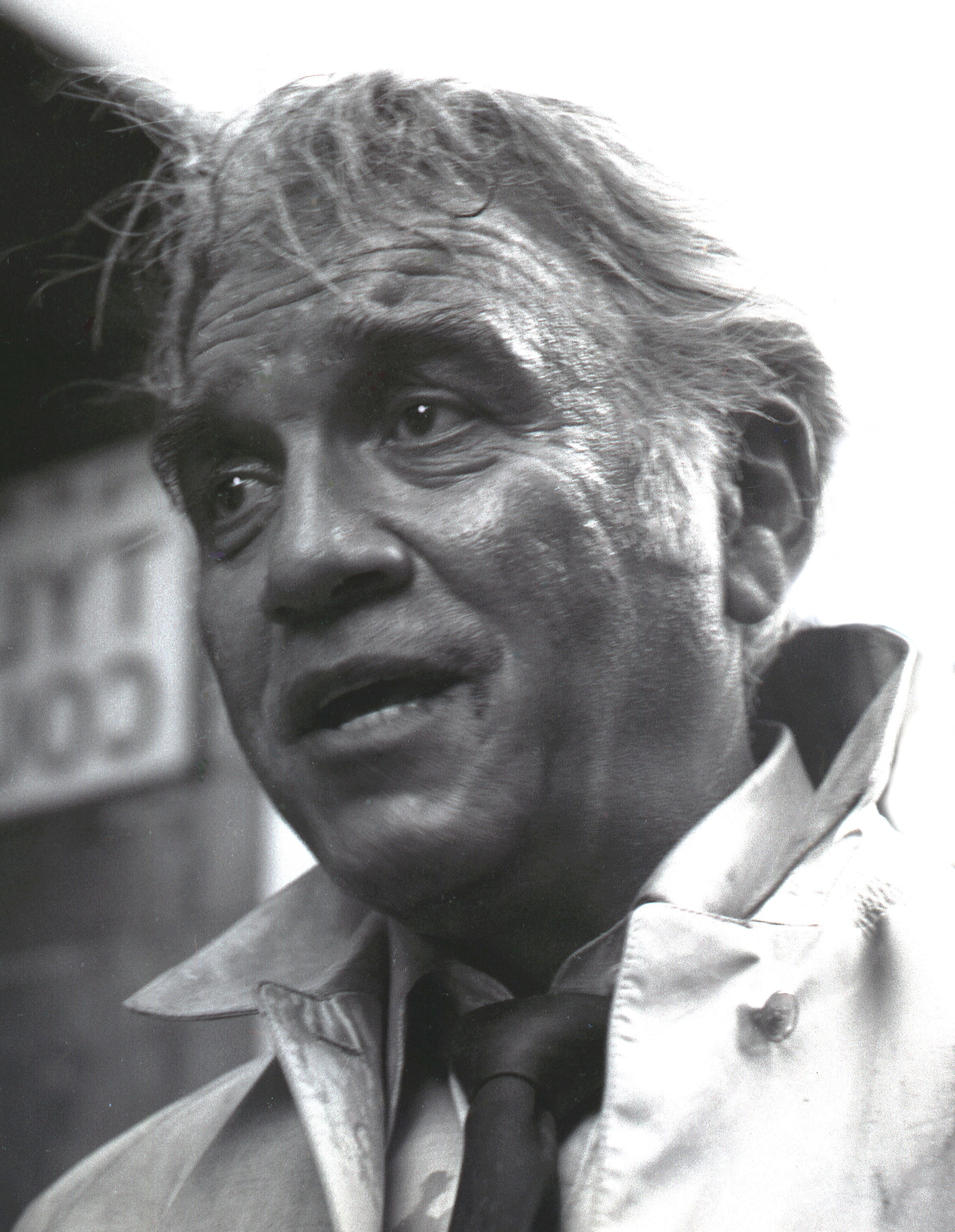
Lorne Greene (1915–1987)

- 03. Juli: Viola Dana, US-amerikanische Schauspielerin (* 1897)
- 07. Juli: Hannelore Schroth, deutsche Schauspielerin (* 1922)
- 08. Juli: Oskar Kalbus, deutscher Filmhistoriker und Produzent (* 1890)
- 15. Juli: Alfie Bass, britischer Film- und Theater-Schauspieler (* 1921)
- 20. Juli: Richard Egan, US-amerikanischer Schauspieler (* 1921)
- 28. Juli: Arthur Bressan, US-amerikanischer Regisseur und Produzent (* 1940)

August
- 01. August: Pola Negri, polnische Schauspielerin (* 1897)
- 17. August: Clarence Brown, US-amerikanischer Regisseur (* 1890)
- 19. August: Hayden Rorke, US-amerikanischer Schauspieler (* 1910)
- 21. August: Angelo Francesco Lavagnino, italienischer Komponist (* 1909)
- 28. August: John Huston, US-amerikanischer Regisseur und Schauspieler (* 1906)
- 29. August: Lee Marvin, US-amerikanischer Schauspieler (* 1924)

September
- 04. September: Richard Marquand, britischer Regisseur (* 1938)
- 08. September: Konrad Georg, deutscher Schauspieler (* 1914)
- 11. September: Lorne Greene, kanadischer Schauspieler (* 1915)
- 12. September: John Qualen, kanadischer Schauspieler (* 1899)
- 13. September: Mervyn LeRoy, US-amerikanischer Regisseur (* 1900)
- 23. September: Bob Fosse, US-amerikanischer Regisseur und Choreograph (* 1927)
- 23. September: Erland van Lidth, US-amerikanischer Schauspieler (* 1953)
- 25. September: Mary Astor, US-amerikanische Schauspielerin (* 1906)

### Oktober bis Dezember
- 02. Oktober: Madeleine Carroll, britische Schauspielerin (* 1906)
- 02. Oktober: Russell Rouse, US-amerikanischer Drehbuchautor und Regisseur (* 1913)
- 14. Oktober: Basil Wright, britischer Dokumentarfilmer (* 1907)
- 21. Oktober: Pál Gábor, ungarischer Regisseur (* 1932)
- 22. Oktober: Lino Ventura, französischer Schauspieler (* 1919)

November
- 05. November: Georges Franju, französischer Regisseur (* 1912)
- 21. November: Ivan Jandl, tschechischer Schauspieler (* 1937)
- 28. November: Wolfgang Liebeneiner, deutscher Regisseur (* 1905)

Dezember
- 04. Dezember: Rouben Mamoulian, US-amerikanischer Regisseur (* 1897)
- 10. Dezember: Don Orlando, italienisch-amerikanischer Schauspieler (* 1912)
- 17. Dezember: Arkadi Isaakowitsch Raikin, sowjet-russischer Schauspieler und Regisseur (* 1911)
- 21. Dezember: Ralph Nelson, US-amerikanischer Regisseur (* 1916)
- 30. Dezember: Leslie Arliss, britischer Drehbuchautor und Regisseur (* 1901)

### Tag unbekannt
- Rolf Badenhausen, deutscher Dramaturg (* 1907)